# タイム・オブ・アワ・ライヴス
『タイム・オブ・アワ・ライヴス』は、アメリカ合衆国の歌手マイリー・サイラスの1枚目のミニ・アルバムである。2010年1月13日発売。[CD]と[CD+DVD]の二種リリース。

## 収録曲

### CD
1. キッキング・アンド・スクリーミング(2:58)
2. パーティー・イン・ザ・U.S.A(3:22)
3. ホエン・アイ・ルック・アット・ユー(4:08)
4. ザ・タイム・オブ・アワ・ライヴズ(3:32)
5. トーク・イズ・チープ(3:40)
6. オブセスト(4:03)
7. ビフォア・ザ・ストーム-デュエット with ジョナス・ブラザーズ (ライヴ)(4:35)
8. ザ・クライム (インターナショナル・ボーナス・トラック)(3:56)

### DVD
1. パーティー・イン・ザ・U.S.A.(3:21)
2. ザ・クライム(3:49)